# Gunnar Widforss

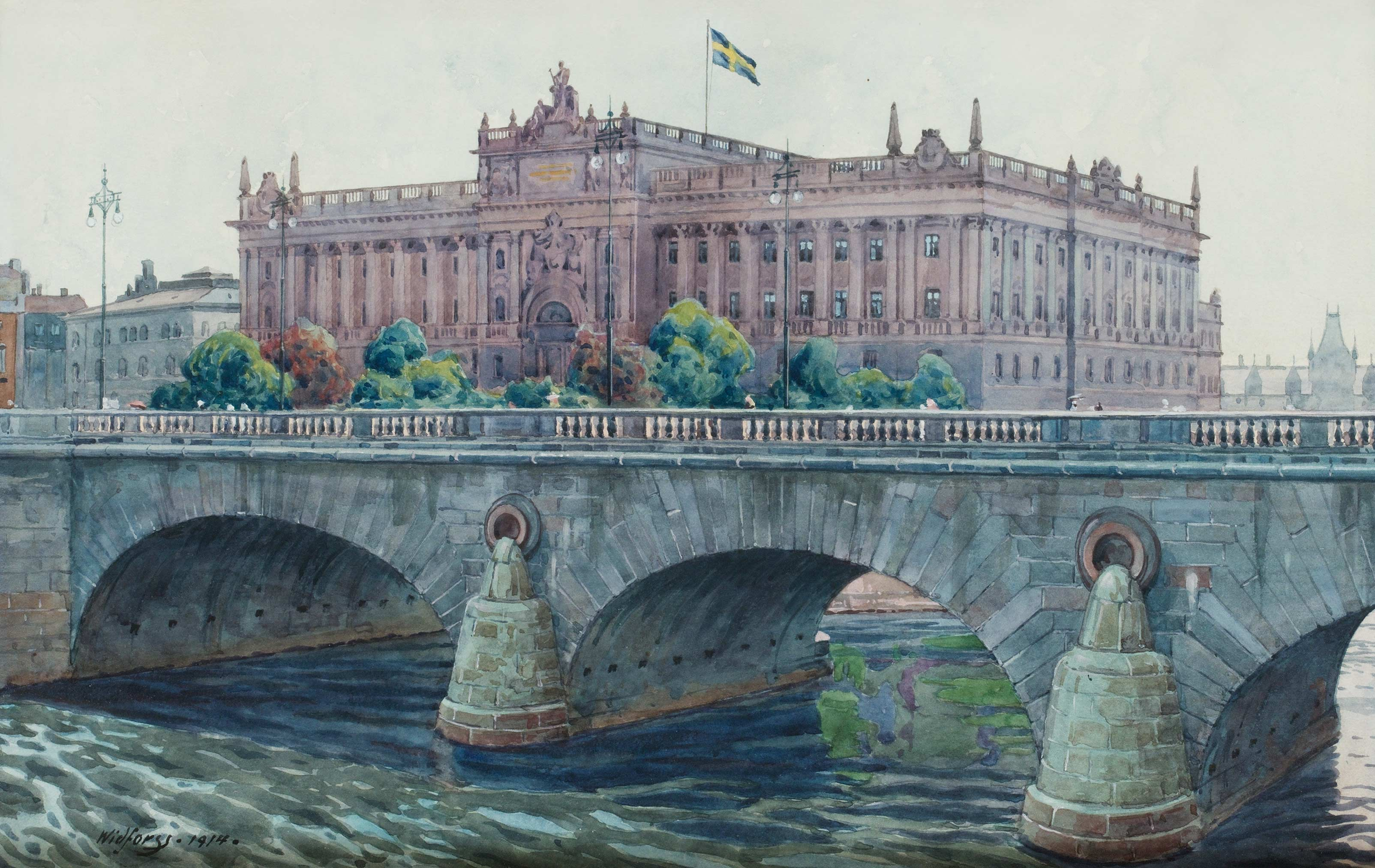
Vy mot riksdagshuset, Stockholm av Gunnar Widforss (1914).

Gunnar Mauritz Widforss, född 21 oktober 1879 i Stockholm, död 30 november 1934 i Grand Canyon, Arizona, var en svensk-amerikansk målare och tecknare.
Hans far Mauritz Widforss innehade en krut- och vapenaffär i Stockholm. Modern Blenda Weidenhayn hade studerat vid Tekniska skolan men födde 13 barn och fick inte mycket tid över för sitt målande under barnens uppväxt. Han var dotterson till Johanna Carolina Weidenhayn. 
Widforss utbildade sig till dekorationsmålare vid Tekniska skolan 1896–1900 och reste och arbetade i flera olika länder, bland annat Ryssland, Österrike, Tyskland, Italien, Frankrike och Schweiz. Han reste till Amerika första gången 1905 men återvände ganska besviken till Sverige 1908 eftersom han inte lyckades etablera sig där. Till en början arbetade han mycket med freskmåleriet men han kom senare att specialisera sig på akvarellmåleri som han studerade under en Parisvistelse. Han nådde en av sina största framgångar på Parissalongen 1912 där hans akvareller blev livligt uppmärksammade. Under de följande åren vistades han i södra Frankrike, Tunisien, Italien och med täta besök på den svenska västkusten samt Stockholms skärgård för att måla landskapsskildringar. Han gav sig 1921 ut på en längre resa till Orienten men kom inte längre än till Kalifornien där naturskönheten fängslade honom så att han beslöt sig för att bosätta sig där. 
Från 41 års ålder levde och verkade han i USA. Han målade framför allt akvareller av landskap, träd med mera. I USA kom han att bli känd som Nationalparksmålaren och hans bilder är numera mycket uppskattade. Han har efterlämnat en stor produktion med bilder från Yosemite National Park, Mesa Verde National Park, Yellowstone National Park, Gudarnas trädgård vid Colorado Springs och kusten vid Monterey samt Grand Canyon där han under de sista åren av sitt liv förde en eremitliknande tillvaro. 
Widforss berömmelse är avsevärt större i USA än i Sverige. Han räknades under sin levnad till samtidens främsta amerikanska akvarellmålare med en utmärkt kolorit och överlägsen teknik. I samband med en utställning av Widforss målningar på The National Gallery of Art i Washington 1924 skrev galleriets direktör att dessa målningar var de främsta målningar av sitt slag som skildrade västerns natur. Separat ställde han bland annat ut i San Francisco, Los Angeles och några veckor före sin död i St. Louis. Tillsammans med Arnold Strindberg ställde han ut i Stockholm 1913 och separat ställde han ut på Hultbergs konsthandel 1917. 
I nationalparken Grand Canyon i Arizona finns en mindre topp, Widforss Point, uppkallad efter honom, samt vandringsleden Widforss Trail (7,9 km). Widforss blev amerikansk medborgare 1929. Hans målningar har använts som illustrationer i bland annat Harold Symmes diktsamling Songs of Yosemite som utgavs 1923. Widforss är representerad vid bland annat The National Gallery of Art i Washington, Nationalmuseum, Stockholms stadshus samt ett flertal amerikanska museer.
Fredrik Sjöberg har skrivit en personligt hållen biografi över Widforss, Flyktkonsten (2006), i vilken han följer konstnärens kringflackande liv och beskriver sina egna resor och efterforskningar i Widforss' spår. Bland avslöjandena märks att Widforss, vilket tidigare inte var känt, efterlämnade en utomäktenskaplig dotter i Södertälje.